# Église Saint-Loup de Cepoy
Pour les articles homonymes, voir Église Saint-Loup et Saint-Loup.
L’église Saint-Loup de Cepoy est une église française située à Cepoy dans le département du Loiret et la région Centre-Val de Loire.

## Géographie
L'église est située dans le centre-ville de la commune de Cepoy, au Nord de Montargis, à l'Ouest du Loing, dans la région naturelle du Gâtinais.

## Histoire
L'église a été rénovée et modifiée en 1894.

## Classement
L'église est inscrite à l'inventaire des Monuments historiques depuis le 29 décembre 1981.
L'église contient deux statues en bois polychrome, représentant Saint Roch et Saint Loup datant du XVIIe siècle classées Monuments historiques au titre d'objets depuis le 29 août 2001,.

## Rattachement
L'église de Cepoy appartient à la province ecclésiastique de Tours, au diocèse d'Orléans dans la zone pastorale du Gâtinais et du Giennois, le doyenné du Montargois et le groupement paroissial de Châlette-sur-Loing - Cepoy.

## Pour approfondir